# Leucania amota
Leucania amota là một loài bướm đêm trong họ Noctuidae.